# کاروانسرای چاه خاور
کاروانسرای چاه خاور مربوط به دوره صفوی تا دوره پهلوی است و در شهرستان بافق، ۵۵ کیلومتری جاده یزد، بافق، ۲ کیلومتری سمت چپ جاده، مجاور ریل قطار واقع شده و این اثر در تاریخ ۲۰ اردیبهشت ۱۳۸۶ با شمارهٔ ثبت ۱۹۰۸۳ به‌عنوان یکی از آثار ملی ایران به ثبت رسیده است.